# Lægdafossen
Lægdafossen er et vandfald i Aurland kommune i Vestland fylke i Norge. Vandfaldet ligger i Nærøyfjorden, og falder lige ud i fjorden i flere fald. Den er en af de største af de mange vandfald i Nærøyfjorden. Det højeste fald er det øverste, med en højde på 125 meter. Vandfaldet bliver også kaldt Sagfossen, efter elven den er en del af.